# میگل گودوی
میگل گودوی (اسپانیایی: Miguel Godoy‎; ۱۵ مارس ۱۹۰۷ – ۲۶ مارس ۲۰۰۲) بازیکن بسکتبال اهل پرو بود. وی در بازی‌های المپیک تابستانی ۱۹۳۶ شرکت کرده‌است.